# 영진약품
영진약품(永進藥品, Yungjin Pharm Co. Ltd.)은 대한민국의 제약 업체 회사이다.(한국: 003520) 본사는 서울특별시 송파구 올림픽로35다길 13 (신천동)에 있다.
1962년 7월 16일에 설립되었으며, 회사 형태를 법인으로 바꾸고 영진약품공업(주)으로 바뀌었다. 1963년 제1, 2공장을 세웠다. 1988년 식품사업부와 화장품사업부를 각각 세웠으나, IMF 이후에 경영상 문제로 1997년 12월 부도를 냈다. 2004년 KT&G가 경영권을 인수하면서 KT&G 계열사로 편입되었다. 자양강장제인 구론산 바몬드, 소화제 판크론, 코엔자임 드링크 큐텐액 등 의약품을 개발하였다. 드링크 사업부가 있는 익산공장은 2013년 10월 16일 해태HTB에 매각되었다.

## 제품 소개

### 일반 의약품
- 판크론
- 가스딘
- 멘탁스크림
- 진셀몬큐텐
- 올비틸시럽
- 영진아스피린장용정
- 시큐엘정
- 바로스콘더블액션

### 전문 의약품
- 엑스핀탄
- 암스텔
- 클로델
- 에이듀엣
- 크레아진플러스
- 피바스탄
- 뉴클레오주

### 건강기능식품
- 올비틸워터젤리
- 위앤장더블액션
- 영진큐타민
- 관절엔파낙스플러스
- 제니스500

### 화장품
- 코엔자임큐텐 에센스 마스크
- 끌레아이
- 시큐엘톡 버블스프레이

## 신약 파이프라인 소개
- YPL-001
- YRA-1909
- YSA-2021
- KL-1333
- YPN-005

## 바로 가기
- 공식 홈페이지